# Return to Forever
Return to Forever ist eine US-amerikanische Fusion-Formation, die 1971 bis 1977 große Erfolge feierte und sich 2008 wiedervereinigt hat.
Die Band verbindet Jazz mit Rock, Soul, Funk und Latin-Elementen. Deshalb war sie in den 1970er Jahren neben anderen Gruppen die logische Fortentwicklung des modernen Jazz, die Miles Davis in den späten 1960er Jahren angestoßen hatte.

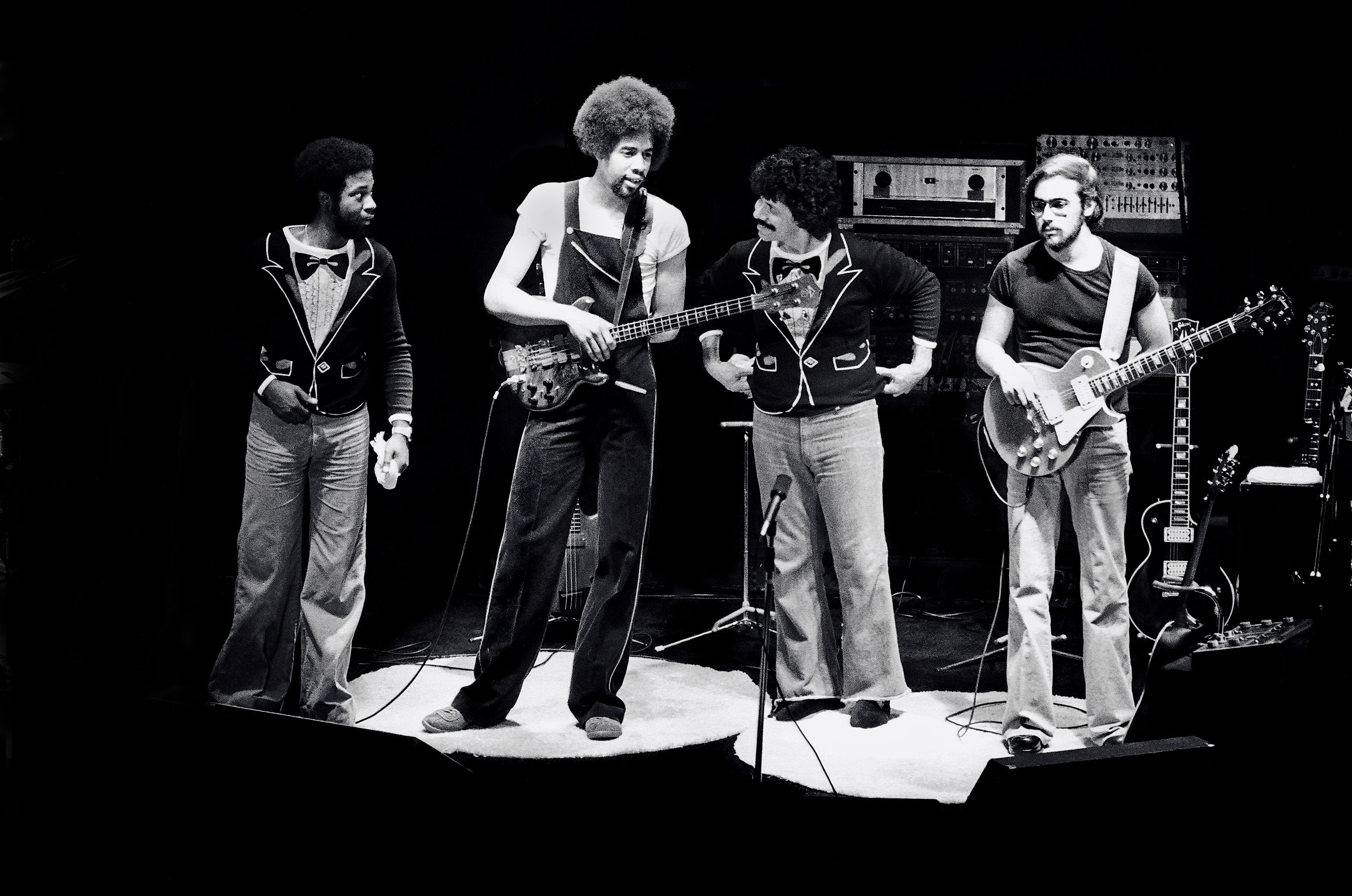
Return to Forever; 1976

## Geschichte

### Die 1970er Jahre
Der Keyboarder Chick Corea war bereits als Mitglied der innovativen Band um Miles Davis in Erscheinung getreten, die in den späten 1960er Jahren mit bahnbrechenden Alben wie Bitches Brew den Stil des Jazzrock entwickelt hatte.
1972 veröffentlichte er das Soloalbum Return to Forever, das gleichzeitig zum Namensgeber seiner neuen Formation wurde (andere bedeutende Nachfolgegruppen aus dem Umfeld Miles Davis’ waren John McLaughlins Mahavishnu Orchestra und Joe Zawinuls und Wayne Shorters Weather Report).
Die ursprüngliche Besetzung von Return to Forever bestand neben Corea (Keyboards) aus Stanley Clarke (Bass), Joe Farrell (Flöte, Saxophon), Airto Moreira (Schlagzeug, Percussion) und dessen Frau Flora Purim (Gesang). In dieser ersten Phase war die Band eher für ihren Latin-Sound bekannt.
Nach einer Umbesetzung mit Mingo Lewis (Percussion), Bill Connors (Gitarre) und Lenny White (Schlagzeug) verfolgte die Band mehr die Progressive-Rock- und Fusion-Richtung. Das 1973 aufgenommene Album Hymn of the Seventh Galaxy wurde ein großer kommerzieller Erfolg, ebenso die nachfolgenden Alben Where Have I Known You Before, No Mystery (Gewinner eines Grammy Awards) und Romantic Warrior. 1974 hatte Al Di Meola, damals erst 19-jähriger Absolvent der Berklee School of Music, Connors als Gitarrist ersetzt.
1976 formierte Corea die Gruppe erneut um: Mitglieder der Band waren nun seine Frau Gayle Moran (Keyboards und Gesang, vorher beim Mahavishnu Orchestra), Joe Farrell, Gerry Brown (Schlagzeug) sowie ein Ensemble von Blechmusikern: John Thomas, James Tinsley (Trompeten), Jim Pugh und Harold Garrett (Posaunen). Doch schon nach der nächsten Tour löste Corea die Band 1977 auf.

### Reunion 2008
Anfang des Jahres 2008 kündigten die Mitglieder der „klassischen“ Besetzung – Chick Corea, Stanley Clarke, Lenny White und Al Di Meola – eine Reunion-Tour durch Nordamerika und Europa an. Als Grund nannten sie unter anderem den großen Erfolg von alten Live-Videos der Band auf der Internet-Video-Plattform YouTube. Im Zeitraum vom 29. Mai 2008 bis 8. August 2008 tourte die Band ausgiebig durch die USA. Konzerte in Europa wurden im Zeitraum zwischen 2. und 25. Juli 2008 gegeben, wobei ein Höhepunkt der Auftritt beim renommierten Montreux Jazz Festival am 19. Juli 2008 war. In Deutschland fanden drei Konzerte am 16. Juli in Neuhardenberg, am 18. Juli in der Grugahalle in Essen und am 20. Juli auf der Museumsmeile in Bonn statt.

### Umbau 2011

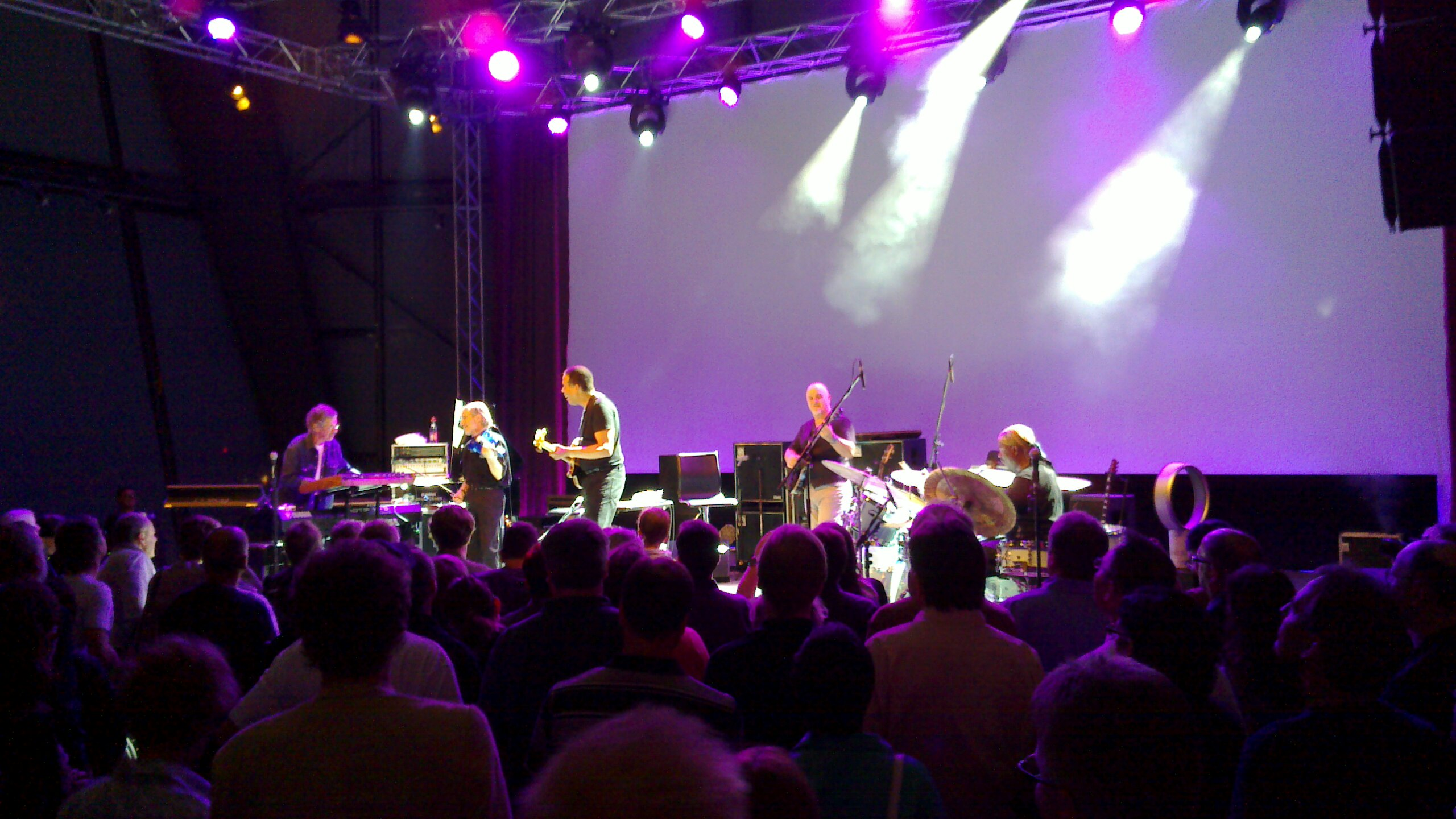
Return to Forever IV am 3. Juli 2011 in Neckarsulm

Die Gruppe nannte sich Return to Forever IV. Al Di Meola wurde durch Frank Gambale ersetzt. Hinzu kam Jean-Luc Ponty, der das Stück Renaissance in das Repertoire eingebracht hat. Eine ausgiebige Tour führte durch die Vereinigten Staaten und Europa.

## Diskografie
| Jahr | Titel                         | Höchstplatzierung, Gesamtwochen, AuszeichnungChartsChartplatzierungen (Jahr, Titel, Platzierungen, Wochen, Auszeichnungen, Anmerkungen) | Anmerkungen |
| Jahr | Titel                         | US | Anmerkungen |
| ---- | ----------------------------- | --- | ----------- |
| 1973 | Hymn of the Seventh Galaxy    | US124 (15 Wo.)US |             |
| 1974 | Where Have I Known You Before | US32 (23 Wo.)US |             |
| 1975 | No Mystery                    | US39 (13 Wo.)US |             |
| 1976 | Romantic Warrior              | US35 Gold · (15 Wo.)US |             |
| 1977 | Musicmagic                    | US38 (17 Wo.)US |             |
| 1977 | Return to Forever: Live       | US155 (4 Wo.)US |             |

Weitere Alben
- Return to Forever (1972)
- Light as a Feather (1973)
- The Anthology (2008)
- The Mothership Returns (2012)